# 강철 (외교관)
강철(姜哲,1953년~)은 조선민주주의인민공화국의 외교관이다. 
장성택의 조카인 장용철의 후임으로 2013년 12월에 주말레이시아 조선민주주의인민공화국 대사관 대사에 임명되었다. 김정남 암살 사건이 발생하고, 주말레이시아 조선민주주의인민공화국 대사관에서 근무하는 인원들이 대거 연루된 가운데  2017년 3월 4일, 말레이시아 외교에 의해 페르소나 논 그라타로 지정되고 본국으로 추방되었다.

## 경력
- 주말레이시아 조선민주주의인민공화국 대사관 대사

## 같이 보기
- 김정남 암살 사건
- 페르소나 논 그라타